# Lev Berg
Pour les articles homonymes, voir Berg.
Lev Semionovitch Berg, également connu sous le nom de Leo S. Berg (en russe : Лев Семёнович Берг) est un géographe et naturaliste russe, puis soviétique, né le 14 mars 1876 à Bender-Tighina en Bessarabie russe et mort le 24 décembre 1950 à Komarovo près de Léningrad. Il préside l’Union des géographes d’URSS de 1940 à sa mort.

## Biographie
Lev Berg est le fils d’un notaire de Bender-Tighina, Simon Berg, et de son épouse Klara Bernstein-Kahane. Il avait deux sœurs cadettes : Marie et Sophie. Sa famille était de tradition juive laïque, de culture ashkénaze et de langue yiddish. Surdoué, tôt polyglotte (allemand, russe, ukrainien, roumain, puis latin, hébreu et grec), Lev Berg fait d’excellentes études, monte à la capitale impériale Saint-Pétersbourg où il est, dès l’âge de 25 ans, assistant universitaire. Il enseigne au département de géographie de la faculté des sciences de l’Université impériale de Saint-Pétersbourg. Lors de la révolution russe il est quadragénaire : il adhère aux idéaux communistes, devient soviétique et poursuit sa carrière à l’université d’État de Leningrad.

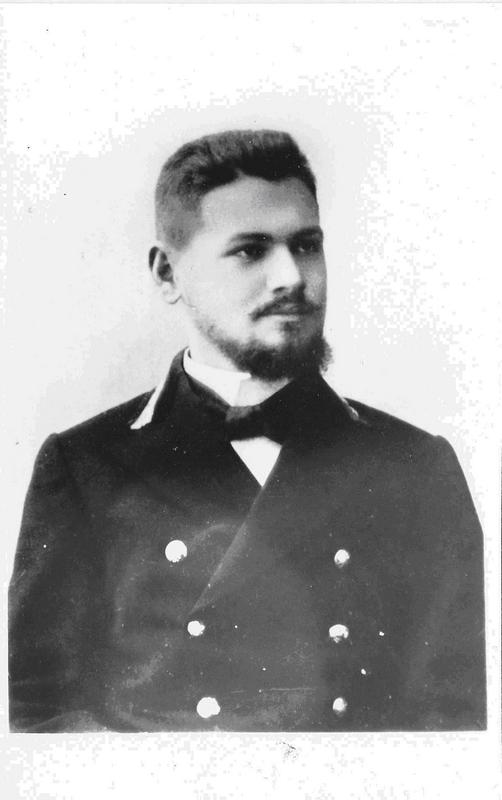
Lev Berg, jeune assistant universitaire à Saint-Pétersbourg, âgé de 25 ans.

Au fil de ses travaux, Lev Berg devient un spécialiste reconnu en biogéographie, écologie, hydrologie et limnologie en Russie et URSS. Également ichtyologue, il mène de nombreuses recherches sur les poissons (tant d’un point de vue paléontologique, anatomique qu’embryologique), la pêche et la pisciculture. Il s’intéresse notamment aux cycles reproductifs des poissons et à l’influence des variations climatiques sur les espèces migratrices. Il étudie également la zoogéographie, notamment en Sibérie, où il met en lumière la chronologie des principales glaciations.
Après la guerre, bien qu’ayant atteint l’âge de la retraite, il poursuit ses activités. Mort près de Leningrad, Lev Berg est enterré dans la parcelle du cimetière Volkovo surnommée « carré des écrivains ». Il reçoit le prix Staline à titre posthume en 1951.

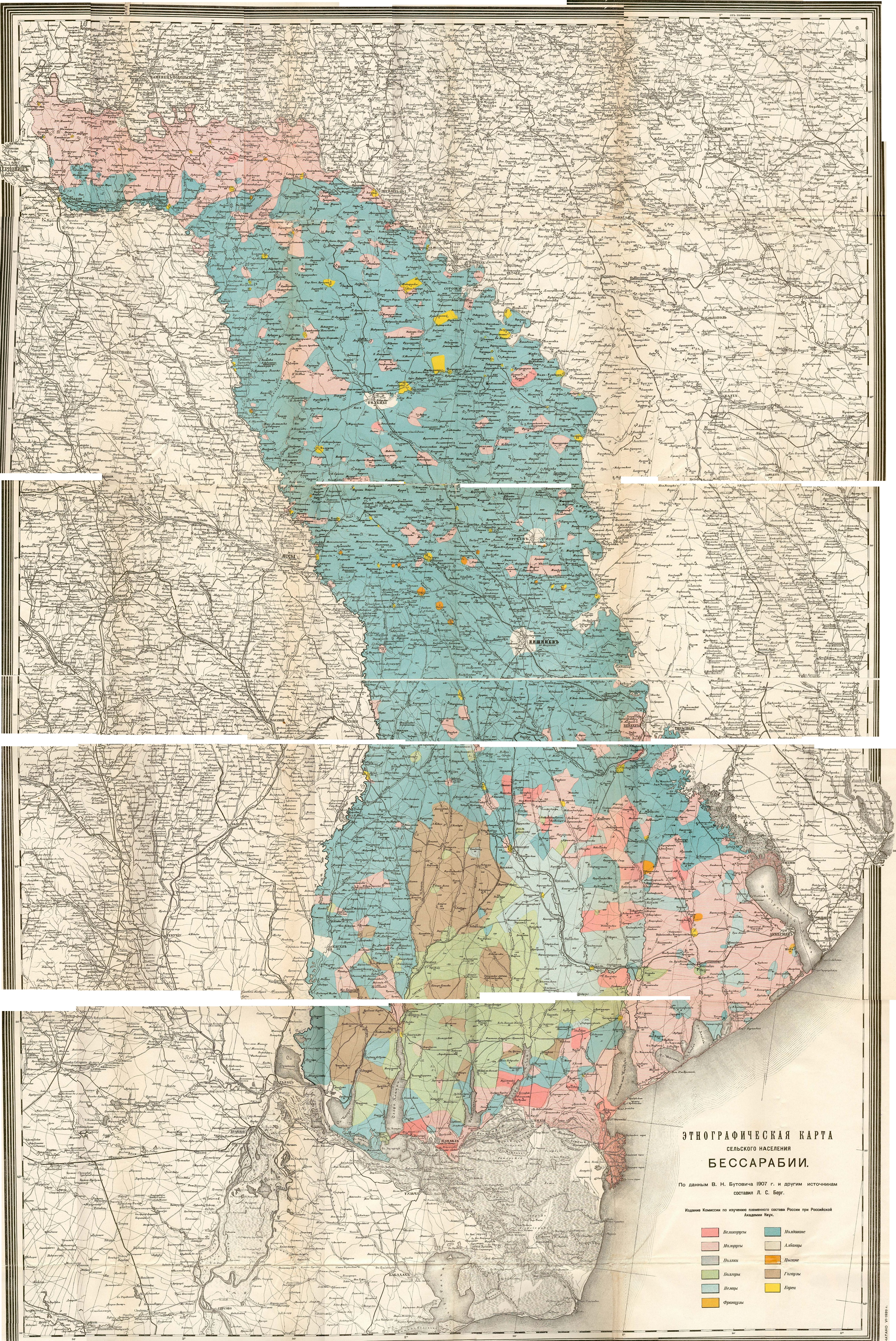
Carte de Lev Berg montrant les majorités linguistiques de la Bessarabie en 1907 : après la Seconde Guerre mondiale, elle a servi de base à la délimitation de la limite administrative entre les deux républiques socialistes soviétiques de Moldavie (bleu, brun = moldaves et gagaouzes) et d’Ukraine (rose et autres couleurs = ukrainiens, allemands, bulgares et russes).

## Liste partielle des publications
- 1900 : « Les Poissons du Baïkal », Revue annuelle du Musée zoologique impérial, Académie des Sciences 5, 326–372.
- 1906 : « Übersicht der Salmoniden vom Amur-Beckens », Zoologischer Anzeiger, vol. 30, 1906, pp. 395–398.
- 1908 : « Collection de poissons réunie par N.A. Baïkov en Mandchourie, dans le bassin de la rivière Moudan-Tsyan », Revue annuelle du Musée zoologique impérial, Académie des sciences, 12, 67-68.
- 1909 : Les poissons du bassin de l'Amour, éditions de l'académie impériale des sciences 24(9).
- 1916 : Les poissons d'eau douce de l'Empire russe (éditions du Département d'agriculture - Departamenta Zemledelia, Moscou) [en russe].
- 1923 : Les Poissons d'eau douce de Russie, Moscou, éditions Gosizdat [en russe].
- 1948 : Les Poissons d'eau douce d'URSS et des pays voisins, 4e éd. (académie des sciences d'URSS - Akad. Nauk SSSR, Moscou, 1948), Part 1 [en russe].